# Cheiracanthium ilicis
Cheiracanthium ilicis es una especie de arañas araneomorfas de la familia Eutichuridae.

## Distribución geográfica
Es endémica del centro de la España peninsular.